# Andrzej Mierzejewski
Andrzej Mierzejewski (ur. 7 grudnia 1960 w Chełmży) – polski kolarz szosowy startujący w latach 1981–1998, trzykrotny zwycięzca Tour de Pologne, drugi kolarz Wyścigu Pokoju (1985). Czwarty kolarz MŚ w Villach (1987), olimpijczyk z Seulu (1988).

## Kariera sportowa
Amatorską karierę kolarską rozpoczął w 1981 w klubie Agromel Toruń, którego barwy reprezentował do 1988. Sześciokrotnie startował w mistrzostwach świata, zajmując w wyścigu indywidualnym miejsca 34 (1981), 64 (1982), 28 (1983), 79 (1986) i 4 (1987) oraz w wyścigu drużynowym na 100 km miejsca 5 (1985) i 7 (1987). Wyścigu indywidualnego w 1985 nie ukończył. W 1988 startował w indywidualnym wyścigu szosowym na Igrzyskach Olimpijskich w Seulu, zajmując 108. miejsce.
Trzykrotnie wygrywał Tour de Pologne (1982, 1984, 1988). Ponadto w 1983 zajął trzecie miejsce w tym wyścigu, w 1982 i 1984 wygrał jazdę indywidualną na czas. Sześciokrotnie startował w Wyścigu Pokoju, zajmując m.in. 2 m. w 1985 (za Lechem Piaseckim) i 3 m. w 1987 (pozostałe starty - 1983 – 15 m., 1984 – 29 m., 1996 – 28 m., 1998 – 25 m.). W 1985 wygrał etap Wyścigu Pokoju dookoła toru Kryłatskoje w Moskwie. W 1985 i 1987 wygrywał wyścig Pasmem Gór Świętokrzyskich, a 1996 Małopolski Wyścig Górski.
Sześciokrotnie zdobywał tytuł mistrza Polski, w tym dwukrotnie w wyścigu indywidualnym (1985 i 1988), trzykrotnie w wyścigu górskim (1981, 1983, 1996) i raz w jeździe parami (1987 z Janem Leśniewskim). Czterokrotnie sięgał po tytuł wicemistrza Polski (1984 w wyścigu indywidualnym, w 1982 i 1987 w wyścigu górskim, w 1987 w jeździe indywidualnej na czas), a trzykrotnie zdobywał brązowy medal (1985 w wyścigu drużynowym na 100 km w barwach Agromelu, w 1986 w jeździe na czas i jeździe parami (z Janem Leśniewskim)).
W 1989 został członkiem pierwszej polskiej zawodowej grupy kolarskiej EXBUD Kielce. Opuścił ją bez porozumienia po serii wyścigów w Stanach Zjednoczonych latem 1989 i pozostał w tym kraju. Następnie w latach 1990-1995 był zawodnikiem grup amerykańskich, m.in. Subaru-Montgomery i Chevrolet - L.A. Sheriff, po czym powrócił do Polski i był kolejno zawodnikiem grup Mróz (1996-1997) Sprandi Wulkan Częstochowa (1998) i Weltour Katowice (1999-2000).
W Plebiscycie Przeglądu Sportowego na najlepszego sportowca Polski w 1987 zajął 6. miejsce.